# Lekkoatletyka na Letnich Igrzyskach Olimpijskich 2012 – rzut młotem kobiet
Rzut młotem kobiet – jedna z konkurencji lekkoatletycznych rozgrywanych podczas igrzysk olimpijskich w Londynie. 
Obrończynią tytułu mistrzowskiego z 2008 roku była Białorusinka Aksana Miańkowa. Ustalone przez International Association of Athletics Federations minima kwalifikacyjne do igrzysk wynosiły 71,50 (minimum A) oraz 69,00 (minimum B).
W październiku 2016 MKOL pozbawił złotego medalu Tatjanę Łysienko za stosowanie niedozwolonego środka - turinabolu. Za sprawą naruszenia przepisów antydopingowych anulowane zostały także wyniki Gulfiji Chanafiejewej, Mariji Biespałowej, Aksany Miańkowej oraz Zaliny Marghievej. Międzynarodowy Komitet Olimpijski ostatecznej realokacji miejsc po dyskwalifikacjach dokonał w sierpniu 2018, przyznając wówczas oficjalnie tytuł mistrzyni olimpijskiej Anicie Włodarczyk.

## Terminarz
Czas w Londynie (UTC+01:00)
| Data                                            | Godzina     | Zawody             |
| ----------------------------------------------- | ----------- | ------------------ |
| Środa, 8 sierpnia 2012 Piątek, 10 sierpnia 2012 | 10:00 19:35 | Kwalifikacje Finał |

## Rekordy
|                           | Zawodnik        | Wynik | Miejsce | Data                  |
| ------------------------- | --------------- | ----- | ------- | --------------------- |
| Rekord świata             | Betty Heidler   | 79,42 | Halle   | 21 maja 2011(dts)     |
| Rekord olimpijski         | Aksana Miańkowa | 76,34 | Pekin   | 20 sierpnia 2008(dts) |
| Liderka tabel sezonu 2012 | Aksana Miańkowa | 78,69 | Mińsk   | 8 lipca 2012(dts)     |

## Rezultaty

### Eliminacje
| Poz. | Grupa | Zawodniczka          | Reprezentacja     | #1    | #2    | #3    | Rezultat | Uwagi |
| ---- | ----- | -------------------- | ----------------- | ----- | ----- | ----- | -------- | ----- |
| 1    | A     | Anita Włodarczyk     | Polska            | 75.68 | –     | –     | 75.68    | Q     |
| 2    | B     | Zhang Wenxiu         | Chiny             | 74.53 | –     | –     | 74.53    | Q     |
| 3    | A     | Betty Heidler        | Niemcy            | 72.63 | 74.44 | –     | 74.44    | Q     |
| DSQ  | A     | Tatjana Łysienko     | Rosja             | 74.43 | –     | –     | 74.43    | DSQ   |
| 5    | B     | Kathrin Klaas        | Niemcy            | 74.14 | –     | –     | 74.14    | Q     |
| 6    | A     | Yipsi Moreno         | Kuba              | 73.95 | –     | –     | 73.95    | Q     |
| DSQ  | B     | Marija Biespałowa    | Rosja             | 72.83 | 73.56 | –     | 73.56    | DSQ   |
| DSQ  | B     | Aksana Miańkowa      | Białoruś          | 69.04 | X     | 73.10 | 73.10    | DSQ   |
| DSQ  | B     | Zalina Marghieva     | Mołdawia          | 71.89 | 72.19 | X     | 72.19    | DSQ   |
| 10   | A     | Sophie Hitchon       | Wielka Brytania   | 67.21 | X     | 71.98 | 71.98    | q, NR |
| 11   | B     | Stéphanie Falzon     | Francja           | 70.96 | 71.67 | 69.55 | 71.67    | q     |
| 12   | B     | Joanna Fiodorow      | Polska            | 70.48 | 68.48 | 69.89 | 70.48    | q     |
| 13   | A     | Amber Campbell       | Stany Zjednoczone | X     | 69.93 | 67.30 | 69.93    |       |
| 14   | A     | Jessica Cosby        | Stany Zjednoczone | 67.36 | 69.65 | 68.97 | 69.65    |       |
| 15   | A     | Kıvılcım Kaya        | Turcja            | 69.50 | 68.45 | 67.84 | 69.50    |       |
| DSQ  | B     | Gulfija Chanafiejewa | Rosja             | 68.20 | 69.43 | 69.19 | 69.43    | DSQ   |
| 17   | B     | Éva Orbán            | Węgry             | X     | 68.64 | 63.08 | 68.64    |       |
| 18   | A     | Johana Moreno        | Kolumbia          | 68.53 | X     | 68.12 | 68.53    |       |
| 19   | A     | Hanna Skydan         | Ukraina           | 68.50 | 66.68 | 57.69 | 68.50    |       |
| 20   | A     | Martina Hrašnová     | Słowacja          | 67.69 | 68.41 | 67.75 | 68.41    |       |
| 21   | B     | Berta Castells       | Hiszpania         | 67.74 | 68.41 | 65.26 | 68.41    |       |
| 22   | A     | Bianca Perie         | Rumunia           | X     | 68.34 | X     | 68.34    |       |
| 23   | B     | Arasay Thondike      | Kuba              | 67.93 | 65.81 | X     | 67.93    |       |
| 24   | B     | Tuğçe Şahutoğlu      | Turcja            | 67.58 | 64.11 | 66.56 | 67.58    |       |
| 25   | A     | Ariannis Vichy       | Kuba              | X     | 67.48 | 64.25 | 67.48    |       |
| 26   | A     | Sultana Frizell      | Kanada            | 66.07 | 67.45 | X     | 67.45    |       |
| 27   | A     | Rosa Rodríguez       | Wenezuela         | 66.66 | X     | 67.34 | 67.34    |       |
| 28   | B     | Amanda Bingson       | Stany Zjednoczone | 65.96 | 66.32 | 67.29 | 67.29    |       |
| 29   | B     | Barbara Špiler       | Słowenia          | 65.69 | 62.83 | 67.21 | 67.21    |       |
| 30   | A     | Alena Matoszka       | Białoruś          | 66.85 | 67.03 | 65.22 | 67.03    |       |
| 31   | B     | Kateřina Šafránková  | Czechy            | 66.16 | X     | 65.25 | 66.16    |       |
| 32   | A     | Amy Sène             | Senegal           | 65.49 | 65.43 | X     | 65.49    |       |
| 33   | B     | Iryna Nowożyłowa     | Ukraina           | 65.35 | 63.98 | 64.29 | 65.35    |       |
| 34   | B     | Heather Steacy       | Kanada            | 62.99 | 61.79 | 63.40 | 63.40    |       |
| 35   | B     | Vânia Silva          | Portugalia        | 62.81 | 62.18 | X     | 62.81    |       |
| 36   | A     | Silvia Salis         | Włochy            | X     | 10.84 | X     | 10.84    |       |
| –    | B     | Jennifer Dahlgren    | Argentyna         | X     | X     | X     | NM       |       |

### Finał
| Poz. | Zawodniczka       | Reprezentacja   | 1     | 2     | 3     | 4     | 5     | 6     | Rezultat | Uwagi |
| ---- | ----------------- | --------------- | ----- | ----- | ----- | ----- | ----- | ----- | -------- | ----- |
|      | Anita Włodarczyk  | Polska          | 75.01 | 76.02 | 75.72 | X     | 77.10 | 77.60 | 77.60    | SB    |
|      | Betty Heidler     | Niemcy          | 73.90 | 71.52 | 72.77 | X     | 77.12 | 72.77 | 77.12    |       |
|      | Zhang Wenxiu      | Chiny           | 72.96 | 76.34 | 73.81 | 68.20 | 75.56 | X     | 76.34    |       |
| 4    | Kathrin Klaas     | Niemcy          | x     | 72.79 | 76.05 | 74.66 | 72.88 | X     | 76.05    | PB    |
| 5    | Yipsi Moreno      | Kuba            | 74.60 | X     | X     | X     | 71.97 | X     | 74.60    |       |
| DSQ  | Aksana Miańkowa   | Białoruś        | 69.50 | X     | 74.40 | 72.06 | X     | X     | 74.40    | DSQ   |
| DSQ  | Zalina Marghieva  | Mołdawia        | 73.77 | 74.06 | 72.32 | 72.91 | 72.34 | 70.72 | 74.06    | DSQ   |
| 6    | Stéphanie Falzon  | Francja         | 73.06 | 69.29 | 71.10 | —     | —     | —     | 73.06    | SB    |
| 7    | Joanna Fiodorow   | Polska          | 62.34 | 72.37 | X     | —     | —     | —     | 72.37    |       |
| DSQ  | Marija Biespałowa | Rosja           | 71.13 | X     | 68.15 | —     | —     | —     | 71.13    | DSQ   |
| 8    | Sophie Hitchon    | Wielka Brytania | 69.33 | 65.75 | X     | —     | —     | —     | 69.33    |       |
| DSQ  | Tatjana Łysienko  | Rosja           | 77.56 | 75.86 | 74.39 | 77.12 | 78.18 | 77.28 | 78.18    | DSQ   |